# Indogneta lata
Indogneta lata är en insektsart som beskrevs av Sigfrid Ingrisch och Shishodia 2000. Indogneta lata ingår i släktet Indogneta och familjen vårtbitare. Inga underarter finns listade i Catalogue of Life.